# Размыслова, Дина Гурьевна
Дина Гурьевна Размыслова (Карманова) (род. в 1939 году) — оператор машинного доения совхоза «Пыелдинский» Сысольского района Коми АССР, полный кавалер ордена Трудовой Славы (1986).

## Биография
Родилась в 1939 году в селе Гагшор, ныне Сысольского района Республики Коми, в крестьянской семье. Коми. Отец пропал без вести в 1943 году. В 1955 году окончила 8 классов Пыелдинской сельской школы. Поступила в Сыктывкарский сельхозтехникум, но из-за болезни вскоре вернулась домой. Работала в колхозе "Дружба" в родном селе: летом -на сенокосе, зимой вывозила  навоз на лошадях, помогала возить силос на ферму, на месяц устраивалась в дом инвалидов в Джуджысе.
В 1958 году, по решению комсомольского бюро, был направлена работать на ферму колхоза «Красный Октябрь». Год проработала  телятницей, затем заменила доярку, которая вышла на заслуженный отдых. Вся работа на производстве была ручная, никаких механизмов не было, навоз сами выносили, сено таскали, каждую ношу взвешивали на весах, чтобы коров кормить по норме. Девушка обслуживала 16 коров.
Когда в селе было организовано Гагшорское отделение совхоза «Пыёлдинский» продолжала трудиться на ферме. Со временем построили новый коровник, установили автопоилки и другие механизмы для облегчения труда. Внедрялось машинное доение. Удои начали потихоньку расти, в стаде стал появляться племенной скот. Дина Гурьевна регулярно выезжала на районные и республиканские соревнования по машинному доению, занимала призовые места. Начав с 2510 кг, достигла удоев от одной коровы в 3680 кг молока в год.
Указами Президиума Верховного Совета СССР от 14 февраля 1975 года и 3 марта 1981 года Размыслова Дина Гурьевна награждена орденами Трудовой Славы 2-й и 3-й степеней.
Указом Президиума Верховного Совета СССР от 29 августа 1986 года Размыслова Дина Гурьевна награждена орденом Славы 1-й степени. Стала полным кавалером ордена Трудовой Славы.
В 1992 году вышла на пенсию, но без дела не сидела, ходила в совхоз убирать картофель, да и на других работах соглашалась помочь.
Живет в селе Гагшор.
Удостоена звания «Заслуженный работник народного хозяйства Коми АССР».

## Награды
Награждена орденами  Трудовой Славы 1-й, 2-й, 3-й степеней:
3 ст. 14.02.1975 № 19794
2 ст. 13.03.1981 № 11345
1 ст. 29.08.1986 № 544
- медалями, в том числе медалями ВДНХ СССР, знаками «Ударник пятилетки», «Победитель социалистического соревнования»»[1].